# Scafa
Scafa là một đô thị thuộc tỉnh Pescara trong vùng Abruzzo của Ý. Ý. Đô thị này có diện tích 10 km², dân số năm 2001 là 398 người. Các làng trực thuộc: Decontra, Piano d'Orta, Collemulino, Colli, Mampioppo, Marulli-Solcano, Pianapuccia, Tornaturo
Các đô thị giáp ranh gồm: Abbateggio, Alanno, Bolognano, Lettomanoppello, San Valentino in Abruzzo Citeriore, Torre de' Passeri, Turrivalignani.